# 千田千代和
千田 千代和（せんだ ちよかず、1937年 - 2021年4月22日）は、日本の政治家。元福井県三方郡三方町長、初代福井県三方上中郡若狭町長。福井県農業共済組合（NOSAI福井）組合長理事。

## 来歴
福井県三方郡三方町鳥浜（現・三方上中郡若狭町）出身。1953年に三方町職員となった。1989年に旧三方町助役となった。1997年に旧三方町長に初当選した。2005年に旧三方町との合併で生まれた若狭町長選挙に立候補して、無投票で当選した。2009年の町長選には立候補しなかった。同年、若狭町功労者表彰を受けた。2015年、NOSAI福井組合長に就任。

## 著書
- 『千田川 : 町長として書いたこと』（2010年4月、「千田川」刊行会）ISBN 978-4-900783-52-2